# Lista de prefeitos de São Fidélis

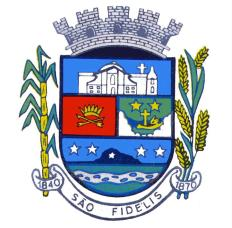
Brasão de São Fidélis

Esta é a lista de prefeitos do município de São Fidélis, estado brasileiro do Rio de Janeiro.
Compreende todas as pessoas que tomaram posse definitiva da chefia do executivo municipal em São Fidélis e exerceram o cargo como prefeitos titulares, além de prefeitos eleitos cuja posse foi em algum momento prevista pela legislação vigente. Prefeitos em exercício que substituíram temporariamente o titular não são considerados para a numeração mas estão citados em notas, quando aplicável.
Durante a Era Vargas, houve o predomínio de prefeitos nomeados pelo governo provisório, interventores federais, ou governadores militares. Mesmo com o fim do Estado Novo em 1945, a política de nomeação continuou até 1946, quando deram-se as primeiras eleições municipais por sufrágio universal: retirava-se São Fidélis da lista de "bases ou portos militares de excepcional importância para defesa externa do País" presentes na lei nº 121 de 22 de outubro de 1947, e, assim, anulava-se a impossibilidade constitucional do voto popular.
O prédio que abriga a prefeitura chama-se Paço Municipal.
| Nº | Nome                               | Imagem                | Partido               | Início do mandato       | Fim do mandato                          | Observações |
| 1  | José Virgílio Carneiro             |                       | PRF                   | 28 de outubro de 1920   | 5 de julho de 1922                      | Presidente da Câmara de Vereadores                                                                                              |
| 2  | Elvídio Leonardo da Costa          |                       | PRF                   | 6 de julho de 1922      | 21 de agosto de 1922                    | Presidente da Câmara de Vereadores                                                                                              |
| 3  | Elysio de Araújo                   |                       | PRF                   | 22 de agosto de 1922    | 6 de agosto de 1923                     | Presidente da Câmara de Vereadores                                                                                              |
| 4  | Antônio Pagotto de Abreu           |                       | PRF                   | 7 de agosto de 1923     | 4 de dezembro de 1923                   | Prefeito nomeado pelo Governador do Estado                                                                                      |
| —  | Elysio de Araújo                   |                       | PRF                   | 5 de dezembro de 1923   | 31 de dezembro de 1924                  | Presidente da Câmara de Vereadores                                                                                              |
| 5  | Bráulio Gomes de Assis             |                       | PRCF                  | 1° de janeiro de 1925   | 29 de março de 1927                     | Prefeito nomeado pelo Governador do Estado                                                                                      |
| 6  | Francisco Xavier Pacheco           |                       | PAN                   | 30 de março de 1927     | 21 de junho de 1929                     | Prefeito nomeado pelo Governador do Estado                                                                                      |
| 7  | Manoel Dutra da Silva              |                       | PAN                   | 22 de junho de 1929     | 5 de abril de 1929                      | Prefeito nomeado pelo Governador do Estado                                                                                      |
| 8  | Fernando Pagotto da Rocha Paranhos |                       | PAN                   | 6 de abril de 1929      | 18 de novembro de 1930                  | Presidente da Câmara de Vereadores                                                                                              |
| 9  | Emydio Maia Santos                 |                       | PAN                   | 19 de novembro de 1930  | 4 de maio de 1931                       | Prefeito nomeado pelo Governador do Estado                                                                                      |
| 10 | José Maria Janeiro Moitta          |                       | PSB                   | 5 de maio de 1931       | 23 de abril de 1932                     | Prefeito nomeado pelo Governador do Estado                                                                                      |
| 11 | Cícero Alves de Moraes             |                       | PSB                   | 24 de abril de 1932     | 14 de dezembro de 1935                  | Prefeito nomeado pelo Governador do Estado                                                                                      |
| 12 | João Santos                        |                       | PPR                   | 15 de dezembro de 1935  | 31 de dezembro de 1935                  | Prefeito nomeado pelo Governador do Estado                                                                                      |
| 13 | Avelino Pereira de Oliveira        |                       | PPR                   | 1° de janeiro de 1936   | 31 de dezembro de 1939                  | Prefeito nomeado pelo Governador do Estado                                                                                      |
| 14 | Eugênio Osório Cerqueira           |                       | PSD                   | 1° de janeiro de 1940   | 9 de novembro de 1943                   | Prefeito nomeado pelo Governador do Estado                                                                                      |
| 15 | Ernesto Duarte Machado da Silva    |                       | PTB                   | 10 de novembro de 1943  | 15 de agosto de 1945                    | Prefeito nomeado pelo Governador do Estado                                                                                      |
| 16 | Samuel Pereira Júnior              |                       | PSD                   | 16 de agosto de 1945    | 30 de janeiro de 1948                   | Prefeito nomeado pelo Governador do Estado                                                                                      |
| 17 | Osmar de Assis Maia                |                       | UDN                   | 31 de janeiro de 1948   | 30 de janeiro de 1951                   | Prefeito eleito em sufrágio universal                                                                                           |
| 18 | Carlos Maia de Oliveira            |                       | UDN                   | 31 de janeiro de 1951   | 30 de janeiro de 1955                   | Prefeito eleito em sufrágio universal                                                                                           |
| 19 | Lourival Ferreira Braz             |                       | PSP                   | 31 de janeiro de 1955   | 11 de outubro de 1958                   | Prefeito eleito em sufrágio universal                                                                                           |
| 20 | Waldemar de Azevedo Coutinho       |                       | PSD                   | 12 de outubro de 1958   | 30 de janeiro de 1959                   | Vice-Prefeito eleito no cargo de titular                                                                                        |
| 21 | Paulo Angelo Jasbick               |                       | PSD                   | 31 de janeiro de 1959   | 30 de janeiro de 1963                   | Prefeito eleito em sufrágio universal                                                                                           |
| 22 | Aydano Faria                       |                       | PSD                   | 31 de janeiro de 1963   | 3 de janeiro de 1966                    | Prefeito eleito em sufrágio universal                                                                                           |
| 23 | José Carlos Santos                 |                       | ARENA                 | 4 de janeiro de 1966    | 23 de julho de 1966                     | Vice-Prefeito eleito no cargo de titular                                                                                        |
| 24 | Song Cardoso Cortes                |                       | ARENA                 | 24 de julho de 1966     | 30 de janeiro de 1967                   | Presidente da Câmara de Vereadores                                                                                              |
| 25 | José Perlingeiro de Abreu          |                       | ARENA                 | 31 de janeiro de 1967   | 26 de abril de 1970                     | Prefeito eleito em sufrágio universal                                                                                           |
| 26 | Wercelem Fernandes de Souza        |                       | ARENA                 | 27 de abril de 1970     | 30 de janeiro de 1971                   | Vice-Prefeito eleito no cargo de titular                                                                                        |
| 27 | Humberto Lusitano Maia             |                       | ARENA                 | 31 de janeiro de 1971   | 30 de janeiro de 1973                   | Prefeito eleito em sufrágio universal                                                                                           |
| 28 | Paulo Angelo Jasbick               |                       | ARENA                 | 31 de janeiro de 1973   | 31 de janeiro de 1977                   | Prefeito eleito em sufrágio universal                                                                                           |
| 29 | Sebastião de Almeida e Silva       |                       | MDB                   | 1° de fevereiro de 1977 | 31 de janeiro de 1983                   | Prefeito eleito em sufrágio universal                                                                                           |
| 30 | Guilherme Tito de Azevedo          |                       | PMDB                  | 1° de fevereiro de 1983 | 31 de dezembro de 1988                  | Prefeito eleito em sufrágio universal                                                                                           |
| 31 | Benedito da Silva Gomes            |                       | PSDB                  | 1º de janeiro de 1989   | 31 de dezembro de 1992                  | Prefeito eleito em sufrágio universal                                                                                           |
| 32 | José Marcondes Teixeira de Abreu   |                       | PDT                   | 1º de janeiro de 1993   | 31 de dezembro de 1996                  | Prefeito eleito em sufrágio universal                                                                                           |
| 33 | Benedito da Silva Gomes            |                       | PSDB                  | 1º de janeiro de 1997   | 23 de maio de 1999                      | Prefeito eleito em sufrágio universal                                                                                           |
| —  | Josemar Coelho de Azevedo          |                       | PSDB                  | 24 de maio de 1999      | 31 de dezembro de 2000                  | Vice-prefeito eleito no cargo de prefeito                                                                                       |
| 34 | David Loureiro Coelho              |                       | PDT                   | 1º de janeiro de 2001   | 31 de dezembro de 2004                  | Prefeito eleito em sufrágio universal                                                                                           |
| 34 | David Loureiro Coelho              | PMDB                  | 1º de janeiro de 2005 | 31 de dezembro de 2008  | Prefeito reeleito em sufrágio universal | |
| 35 | Luiz Fenemê                        |                       | PMDB                  | 1º de janeiro de 2009   | 31 de dezembro de 2012                  | Prefeito eleito em sufrágio universal                                                                                           |
| 35 | Luiz Fenemê                        | 1º de janeiro de 2013 | PMDB                  | 31 de dezembro de 2016  | Prefeito reeleito em sufrágio universal | |
| 36 | Amarildo Henrique Alcântara        |                       | SDD                   | 1° de janeiro de 2017   | 30 de Abril de 2024                     | Prefeito reeleito em sufrágio universal, posteriormente sofreu Impeachment por o Fundo de Previdência dos Servidores Municipais |
| 37 | José William Ribeiro de Oliveira   |                       | PL                    | 30 de Abril de 2024     | 31 de dezembro de 2024                  | Vice-prefeito no cargo de forma definitiva após o Impeachment titular.                                                          |
| 37 | José William Ribeiro de Oliveira   | 1° de janeiro de 2025 | PL                    | Atualidade              | Prefeito reeleito em sufrágio universal | |

## Ligações Externas
- «Galeria de Prefeitos de São Fidélis»